# Nhiên liệu hóa thạch

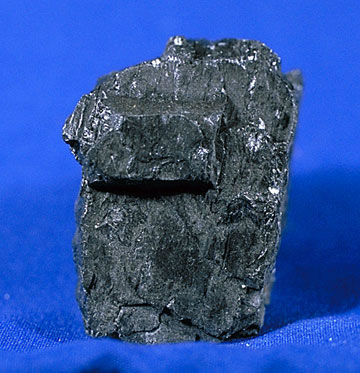
Than là một trong những nhiên liệu hóa thạch.

Nhiên liệu hóa thạch là các loại nhiên liệu được tạo thành bởi quá trình phân hủy kỵ khí của các sinh vật chết bị chôn vùi cách đây hơn 300 triệu năm. Các nguyên liệu này chứa hàm lượng carbon và hydrocarbon cao.
Các nhiên liệu hóa thạch thay đổi trong dải từ chất dễ bay hơi với tỷ số carbon:hydro thấp như methane, dầu hỏa dạng lỏng, đến các chất không bay hơi chứa toàn là cacbon như than đá. Methane có thể được tìm thấy trong các mỏ hydrocarbon ở dạng riêng lẻ hay đi cùng với dầu hỏa hoặc ở dạng methane clathrates. Về tổng quát chúng được hình thành từ các phần còn lại của thực vật và động vật bị hóa thạch khi chịu áp suất và nhiệt độ bên trong vỏ Trái Đất hàng triệu năm. Học thuyết phát sinh sinh vật được Georg Agricola đưa ra đầu tiên vào năm 1556 và sau đó là Mikhail Lomonosov vào thế kỷ 18.
Cơ quan thông tin năng lượng Hoa Kỳ (EIA) ước tính năm 2006 rằng nguồn năng lượng nguyên thủy bao gồm 36,8% dầu mỏ, than 26,6% (bao gồm than nâu và than đá), khí thiên nhiên 22,9%, chiếm 86% nhiên liệu nguyên thủy sản xuất trên thế giới. Các nguồn nhiên liệu không hóa thạch bao gồm thủy điện 6,3%, năng lượng hạt nhân 6,0%, và năng lượng địa nhiệt, năng lượng mặt trời, năng lượng gió, nhiên liệu gỗ, tái chế chất thải chiếm 0,9%. Tiêu thụ năng lượng trên thế giới tăng mỗi năm khoảng 2,3%.
Các nhiên liệu hóa thạch là tài nguyên không tái tạo bởi vì Trái Đất mất hàng triệu năm để tạo ra chúng và lượng tiêu thụ đang diễn ra nhanh hơn tốc độ được tạo thành. Sản lượng và tiêu thụ nhiên liệu hóa thạch làm tăng các mối quan tâm về môi trường. Thế giới đang hướng tới sử dụng các nguồn năng lượng tái tạo là một trong những cách giúp giải quyết vấn đề tăng nhu cầu năng lượng.
Việc đốt nhiên liệu hóa thạch tạo ra khoảng 21,3 tỉ tấn carbon dioxide hàng năm, nhưng người ta ước tính rằng các quá trình tự nhiên có thể hấp thu phân nửa lượng khí thải trên, vì vậy hàm lượng cacbon dioxide sẽ tăng 10,65 tỉ tấn mỗi năm trong khí quyển (một tấn cacbon tương đương 44/12 hay 3,7 tấn carbon dioxide). carbon dioxide là một trong những khí nhà kính làm tăng lực phóng xạ và góp phần vào sự nóng lên toàn cầu, làm cho nhiệt độ trung bình bề mặt của Trái Đất tăng.

## Tầm quan trọng

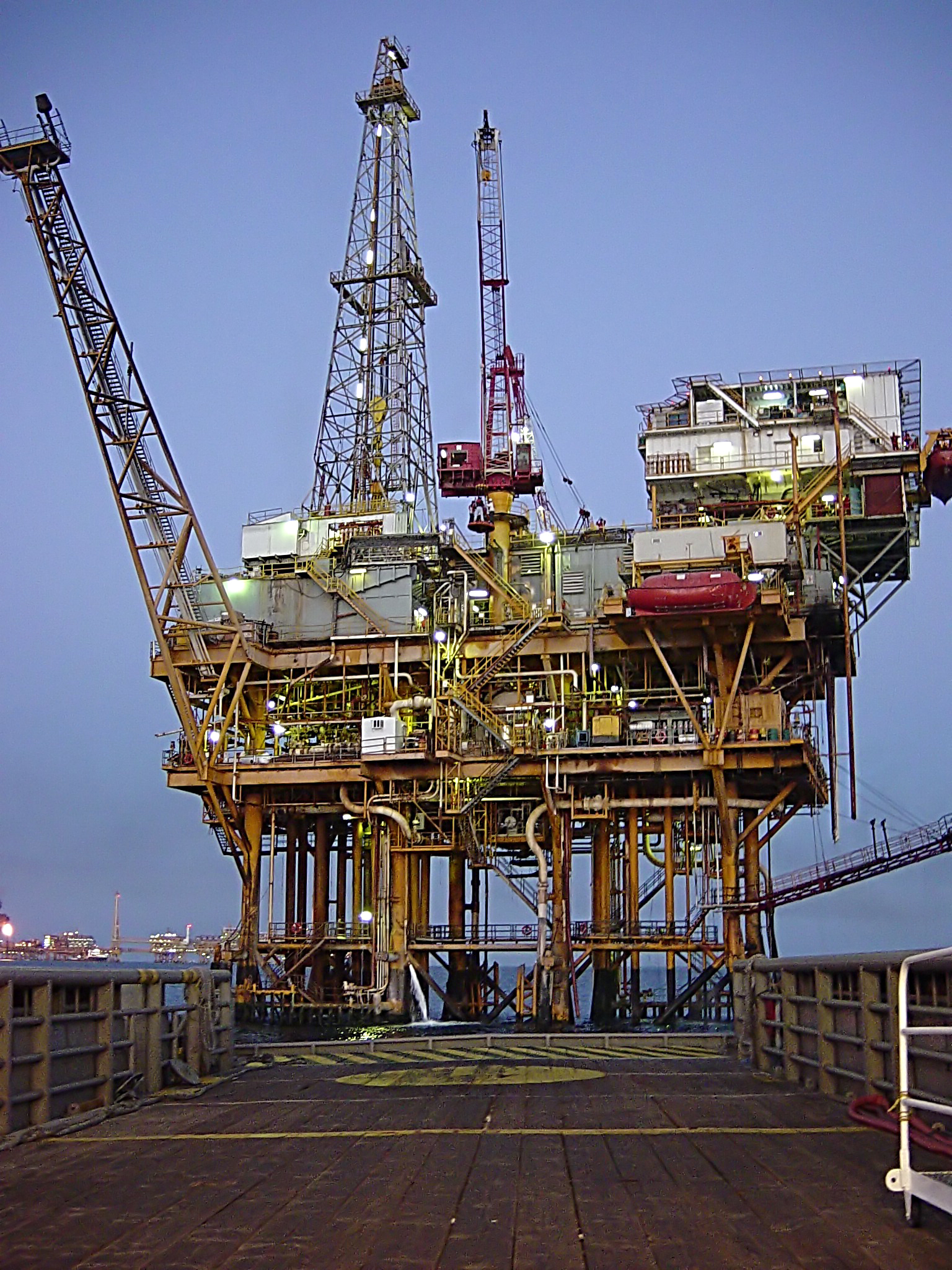
Giếng dầu ở Vịnh Mexico

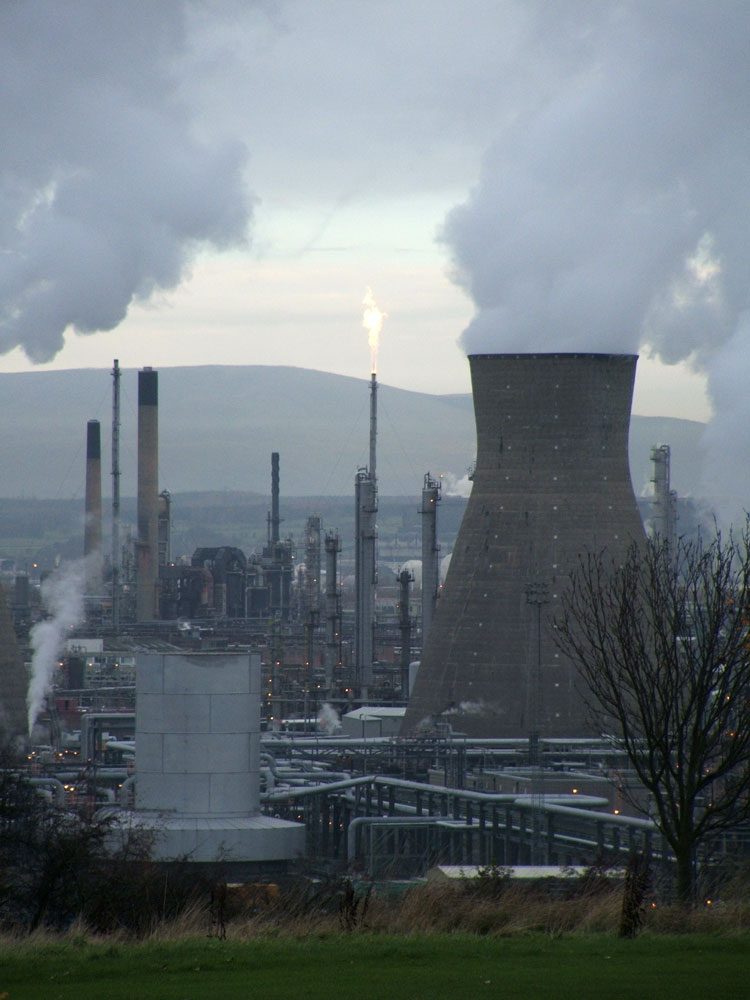
Nhà máy hóa dầu ở Grangemouth, Scotland, Vương quốc Anh.

## Hạn chế và nguyên liệu thay thế

Phát thải cacbon hóa thạch theo loại nhiên liệu, 1800-2004. Tổng cộng (đen), dầu hỏa (xanh), than (lục), khí thiên nhiên (đỏ), sản xuất xi măng (lam).

## Tác động môi trường

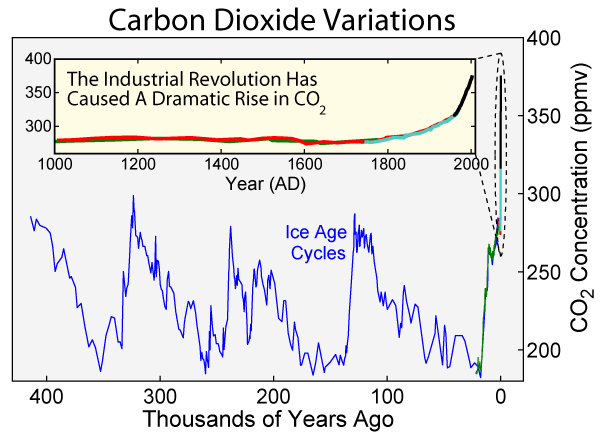
Biến động hàm lượng dioxide cacbon trong thời gian 400.000 năm gần đây cho thấy sự gia tăng của nó kể từ khi bắt đầu cách mạng công nghiệp.